# Drummer boy
Drummer boy est la trente-et-unième histoire de la série Les Tuniques bleues de Lambil et Raoul Cauvin. Elle est publiée pour la première fois du no 2720 au no 2730 du journal Spirou, puis en album en 1990.

## Résumé
La Guerre de Sécession fait rage, les pertes sont importantes dans les deux camps si bien qu'ils sont obligés de faire appel à tous les hommes possibles. Parmi eux Pucky, un jeune garçon de 16 ans. Le caporal Blutch est d'abord contre l'avis du jeune homme, mais le sergent Chesterfield finit par l'enrôler en apprenant que Pucky est un orphelin.
Alors que les deux armées se préparent à la bataille, Pucky, qui est désormais porte-tambour dans l'infanterie nordiste, joue à tue-tête de son instrument. Tellement qu'il finit par énerver le Général Alexander qui accepte de l'amener au Quartier Général pour qu'il cesse de jouer avec son tambour. Pendant la bataille, Pucky est en première ligne, les troupes de l'Union sont décimées par les Confédérés. Chesterfield demande à Blutch, qui s'est arrangé pour ne pas prendre part à la bataille (son cheval étant "malade", il est réquisitionné aux cuisines) de sauver Pucky et de le faire partir du champ de bataille.
Le lendemain, l'état major Yankee est furieux mais ne comprend pas comment son plan n'a pas fonctionné. Le capitaine Stilman en arrive à cette conclusion : c'est grâce au morse, le petit porte-tambour envoyait le plan d'attaque en jouant du tambour, il a assisté au briefing des officiers au Q.G. et connaissait donc parfaitement les manœuvres unionistes. Sur ce, Alexander décide d'emprisonner Pucky, il le capture dans le camp nordiste alors qu'il tentait de fuir.
Le caporal Blutch décide donc de le sortir de sa cellule mais a besoin d'aide, Pucky lui révèle qu'il a un frère dans la cavalerie sudiste, le sergent Charly Botts. Le caporal décide donc d'aller chercher ce sergent, il se faufile dans le camp ennemi mais rencontre une nouvelle fois Cancrelat qui le reconnait et l'enferme à son tour. C'est là qu'il fait connaissance avec Charly. Il lui explique le problème et lui demande de libérer son petit frère. Charly délivre Blutch et chevauche avec quelques hommes vers le campement nordiste. Là il libère Pucky tout en assommant deux gardes et Chesterfield.
Pucky est libre et promet à Blutch de ne plus s'approcher d'un champ de bataille.
Mais Blutch en deviendra un peu sonné et fera des crêpes.
Quelques jours après, une nouvelle bataille fait rage et les victimes sont nombreuses d'un côté comme de l'autre.

## Personnages
- Sergent Chesterfield
- Caporal Blutch
- Pucky
- Général Alexander
- Capitaine d'État-Major Stephen Stilman
- Charly